# Gödöllő

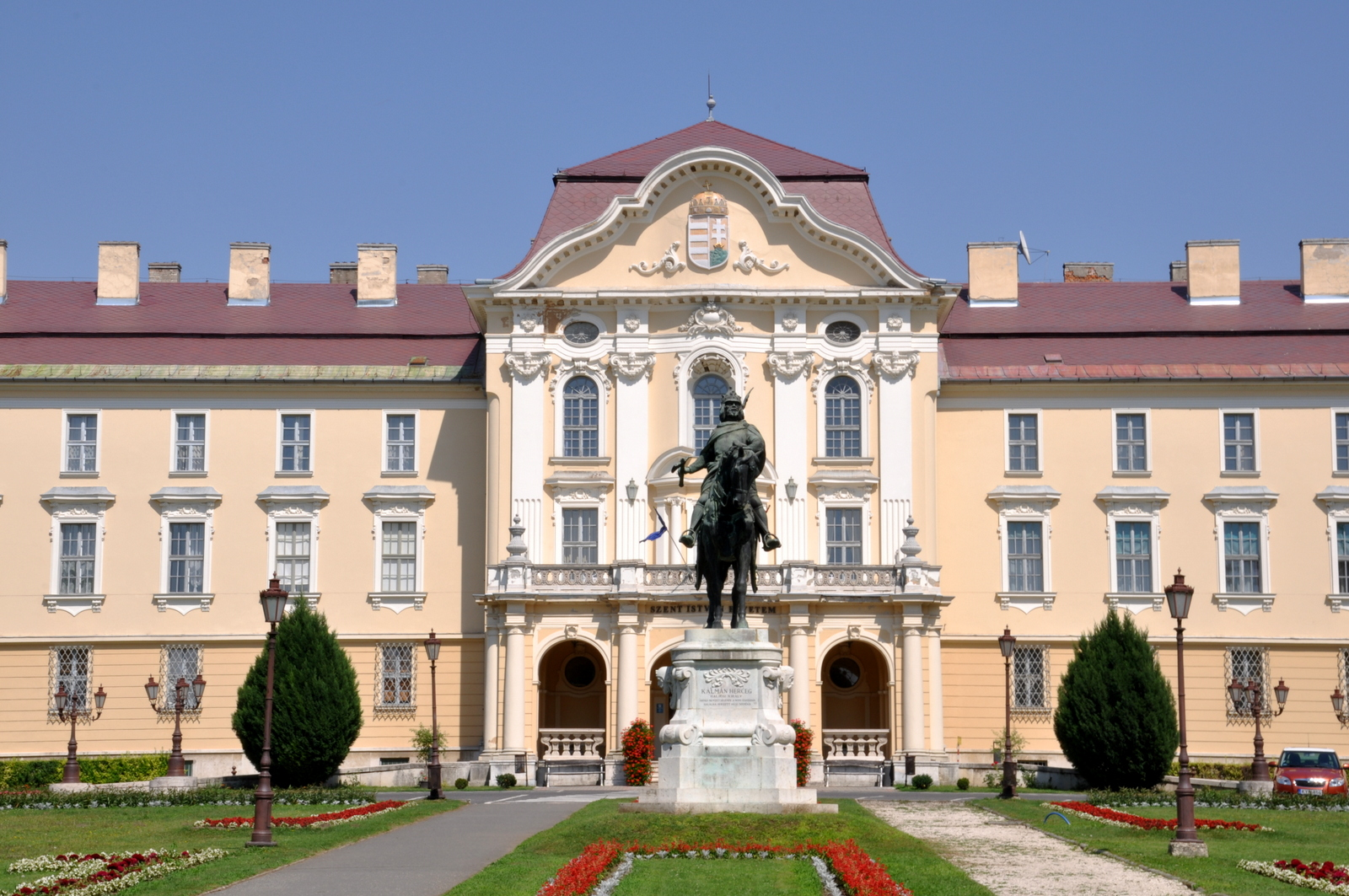
Universitetet i Gödöllő.

Gödöllő (tyska: Getterle, slovakiska: Jedľovo) är en stad i provinsen Pest i Ungern, belägen cirka 30 kilometer nordost om Budapest. Staden har 31 779 invånare (2021), på en yta av 61,93 km².
Staden kan nås enkelt från Budapest med pendeltåget HÉV eller med MÁV:s pendeltåg som utgår från Keleti pályaudvar. Gödöllő är platsen för Szent István Egyetem (Sankt Stefanuniversitetet), huvudinstitutet för jordbruk i Ungern. Palatset i Gödöllő, en av de största barockpalatsen i Ungern, byggdes från början för den aristokratiska Grassalkovichfamiljen, senare hade Frans Josef, kejsare av Österrike och kung av Ungern och hans fru Elisabeth ("Sissi") sitt sommarresidens i Gödöllő.
Ungern var värdland för den 4:e världsjamboreen år 1933 och platsen var den kungliga skogen vid Gödöllő, där 25 792 scouter från 54 länder campade tillsammans. Lägerkocken var Pál Teleki, medlem i den internationella kommittén som senare blev premiärminister i Ungern.